# Indian Hills (Kentucky)
Indian Hills és una població dels Estats Units a l'estat de Kentucky. Segons el cens del 2000 tenia 2.882 habitants.

## Demografia
Segons el cens del 2000, Indian Hills tenia 2.882 habitants, 1.119 habitatges, i 914 famílies. La densitat de població era de 564,8 habitants/km².
Dels 1.119 habitatges en un 32% hi vivien nens de menys de 18 anys, en un 76,3% hi vivien parelles casades, en un 3,5% dones solteres, i en un 18,3% no eren unitats familiars. En el 16% dels habitatges hi vivien persones soles el 8,8% de les quals corresponia a persones de 65 anys o més que vivien soles. El nombre mitjà de persones vivint en cada habitatge era de 2,58 i el nombre mitjà de persones que vivien en cada família era de 2,88.
Per edats la població es repartia de la següent manera: un 23,6% tenia menys de 18 anys, un 4,4% entre 18 i 24, un 17,1% entre 25 i 44, un 36,7% de 45 a 60 i un 18,1% 65 anys o més.
L'edat mediana era de 47 anys. Per cada 100 dones de 18 o més anys hi havia 93,2 homes.
La renda mediana per habitatge era de 120.602 $ i la renda mediana per família de 134.600 $. Els homes tenien una renda mediana de 98.469 $ mentre que les dones 41.000 $. La renda per capita de la població era de 66.637 $. Entorn del 0,5% de les famílies i l'1,2% de la població estaven per davall del llindar de pobresa.

## Poblacions més properes
El següent diagrama mostra les poblacions més properes.